# Lista över Närkes runinskrifter
Lista över Närkes runinskrifter är en förteckning över Närkes runristningar, samtliga förkortade Nä och numrerade enligt Samnordisk runtextdatabas. Därtill dess placering, socken och eventuellt dess namn, samt typ av föremål.

## Nä 1 - Nä 2,Grimstens härad
- Nä 1, Viby kyrka, Viby socken, runstensfragment
- Nä 2, Väla, Viby socken, guldring, nu i SHM, Stockholm

## Nä 3 - Nä 7,Edsbergs härad
- Nä 3, Frösvi, Edsbergs socken, runstensfragment
- Nä 4, Riseberga kloster, Edsbergs socken, fragment av gravhäll, nu på Örebro läns museum, Örebro
- Nä 5, Riseberga kloster, Edsbergs socken, bildsten, nu på Örebro läns museum, Örebro
- Nä 6, Riseberga kloster, Edsbergs socken,  bildsten, nu på Örebro läns museum, Örebro
- Nä 7 †, Riseberga kloster, Edsbergs socken, bildsten, försvunnen

## Nä 8,Hardemo härad
- Nä 8, Väsby, Kräcklinge socken, runsten

## Nä 9 - Nä 10,Kumla härad
- Nä 9, Vesta, Kumla socken, runsten
- Nä 10, Mariedamm, Lerbäcks socken, brakteat, nu i SHM, Stockholm

## Nä 11 - Nä 15,Askers härad
- Nä 11, Tälje bro, Askers socken, runsten, nu i Hummelsta, Stora Mellösa socken)
- Nä 12, Stora Mellösa kyrka, Stora Mellösa socken, runsten
- Nä 13, Stora Mellösa kyrka, Stora Mellösa socken, fragment av gravhäll
- Nä 14, Bärsta, Rönneberga, Stora Mellösa socken, runsten
- Nä 15, Åsbystenen, Åsby, Stora Mellösa socken, runblock

## Nä 16 - Nä 20,Örebro härad
- Nä 16, Ormesta, Almby socken, runstensfragment, nu i Örebro läns museum, Örebro
- Nä 17, Ormesta, Almby socken, runstensfragment, nu i Örebro läns museum, Örebro
- Nä 18, Kumla by, Hovsta socken, runstensfragment, nu i Örebro läns museum, Örebro
- Nä 19, Täby kyrka, Täby socken, runsten
- Nä 20, Granhammarskyrkan, Vintrosa socken, gravhäll, nu i Örebro läns museum, Örebro

## Nä 21 - Nä 34,Glanshammars härad
- Nä 21, Glanshammars kyrka, Glanshammars socken, gravfragment, nu i Örebro läns museum, Örebro
- Nä 22, Glanshammars kyrka, Glanshammars socken, gravfragment, nu i Örebro läns museum, Örebro
- Nä 23, Glanshammars kyrka, Glanshammars socken, runsten i kyrkogolvet
- Nä 24, Glanshammars kyrka, Glanshammars socken, runinskrift på en ekplanka i kyrkan
- Nä 25 †, Glanshammars kyrka, Glanshammars socken, runsten, nu försvunnen
- Nä 26, Glanshammars kyrka, Glanshammars socken, runsten, inmurad i kyrkans västgavel
- Nä 27, Glanshammars kyrka, Glanshammars socken, bildsten, inmurad i kyrkogårdsmuren
- Nä 28 †, Glanshammars kyrka, Glanshammars socken, runsten, nu försvunnen
- Nä 29, Apelbodastenen, Apelboda, Glanshammars socken, runsten
- Nä 30, Äversta, Glanshammars socken, runstensfragment
- Nä 31, Kung Sigges sten, Södra Lunger, Götlunda socken, runsten
- Nä 32, Urvallastenen, Urvalla, Runeberg, Götlunda socken, runsten
- Nä 33, Rinkaby kyrka, Rinkaby socken, dopfunt, nu i Örebro läns museum, Örebro
- Nä 34, Nastastenen, Nasta, Rinkaby socken, runsten

## Fv
- Nä Fv1979;234, Kvarteret Bromsgården, Örebro, runristad laggskålsbotten
- Nä Fv1979;236, Kvarteret Bromsgården, Örebro, runristad knivslida
- Nä Fv1992;153, Kvarteret Tryckeriet 10, Örebro, runristad laggskålsbotten

## Övriga
- Nä FBB1978;69, Glanshammars kyrka, Glanshammars socken och Örebro kommun
- Nä NOR1995;18, Ekeby kyrka, Ekeby socken och Kumla kommun